# Eagle Vision
Eagle Vision — переднеприводной спортивный седан большого класса, производился на заводе Chrysler в Канаде с 1993 по 1997 годы, продавался под маркой Eagle. В линейке автомобилей заменил Eagle Premier (разработка AMC/Renault), на базе которого и был сделан. В Европе продавался как Chrysler Concorde. Автомобиль дебютировал на автошоу в Детройте в 1992 году. В 1993, как один из седанов на платформе Chrysler LH, был признан автомобилем года по версии журнала «Automobile».

## История разработки
Дизайн автомобиля уходит корнями в 1986 год, когда дизайнер Кевин Вердайн создал начальный вариант внешнего вида концепта нового седана с рабочим названием «Навахо». Концепт, впрочем, так и остался глиняной моделью. В это же время Крайслер купил обанкротившуюся Lamborghini, итальянскую компанию-производителя спортивных автомобилей. Переработанный дизайн Навахо стал концепт-каром Lamborghini Portofino, представленным на франкфуртском автосалоне в 1987 году. На автосалоне концепт был оценён как триумф дизайна, что побудило Крайслер начать работы по созданию серийного седана, на базе концепта.
Дизайн, получивший название «кабину вперёд» («cab-forward»), характеризовался в первую очередь желанием создателей максимизировать размер салона. Кабина авто как бы выталкивается вперёд, лобовое стекло наезжает на двигатель. В то же время задние колёса «растаскивают по углам» машины, сдвигая их к заднему бамперу.
Работы над шасси начались в конце 80-х, после покупки Крайслером ещё одного автопроизводителя, American Motors Corporation. В это же время Крайслер озаботился созданием замены автомобилей Dodge Dynasty и Chrysler Fifth Avenue. Первоначальный вариант дизайна доджевского LH до боли напоминал Dynasty. Дизайн был полностью отвергнут Франсуа Костейном, бывшим вице-президентом отдела разработок AMC, пришедшим на такой же пост в Крайслер в 1988 году. Новый дизайн Костейн начал на базе Eagle Premier, также продававшийся под названием Dodge Monaco.
От Премьера были взяты продольное расположение двигателя, геометрия передней подвески, частично — тормозная система. Шасси приобрело гибкую архитектуру, позволившую использовать как передне-, так и заднеприводную компоновку (что и было сделано, в 'LH' и 'LX' соответственно). Также инженерам удалось уменьшить высоту капота, облегчив обслуживание двигателя, и уменьшить радиус разворота автомобиля. Идейными вдохновителями коробки передач стали автоматы от Audi и ZF, устанавливавшиеся на Премьер. В результате, многое позаимствовав от коробки Ultradrive A604, инженеры Крайслера создали Ultradrive A606, также известную, как 42LE. Обкатка узлов ходовой части автомобиля также производилась на Премьерах.
К 1990 году стало ясно, что новому, технически продвинутому, автомобилю и двигатель нужен под стать. На тот момент единственным утверждённым двигателем был крайслеровский V6 объёмом 3,3 л., с двумя клапанами на цилиндр и распределительным валом в развале блока цилиндров. Увеличением диаметра цилиндра с 93 до 96 мм объём двигателя был доведён до 3,5 л., газораспределительный механизм был заменён на 24-клапанный SOHC. Так появился новый 3,5 л. Крайслер V6.

## Описание
Без шильдиков Vision легко было спутать с Chrysler Concorde первого поколения. Основным отличием двух автомобилей были задние фонари. Как и у всех европейских седанов, с которыми он и должен был конкурировать, задние поворотники Vision были оранжевого цвета (у «американцев», в том числе и Concorde, красные). Также у автомобиля отсутствовала «световая панель» на крышке багажника (задние фары Concorde имитировали единый блок от крыла до крыла). Передние фары автомобилей были одинаковыми, а вот решётка радиатора у Vision была заметно меньше и, разделённая в центре широкой стойкой с эмблемой, походила на «ноздри». Интерьеры авто были практически идентичны, различаясь эмблемами на руле и отсутствием у Vision вставок «под дерево». Отличием Concorde было отсутствие функции autostick у коробки передач, Vision же, как спортивный седан, продавался только с 5-местным салоном (Concorde имел опцию с передним сиденьем диванного типа и рычагом КПП на руле).
Как снаружи, так и внутри в Vision использовались однотонные цветовые решения (более заметно на автомобилях без отделки нижней части), не было шильдиков на дверях, алюминиевые диски имели простой дизайн. Из спортивных седанов платформы LH, этот автомобиль был единственным с «мягкой» подвеской в базовой комплектации («жёсткая» была доступна как опция).
Автомобиль выпускался в двух комплектациях: дешёвой ESi и дорогой TSi. Последняя отличалась кожаной отделкой сидений (с электрорегулировкой передних по 8 направлениям), кожаной оплёткой руля и ручки коробки передач, тканевыми вставками в дверях, вентиляцией задних сидений, наличием заднего подлокотника и индивидуальными лампами в салоне. Внешне комплектация TSi отличалась отсутствием выдвижной антенны (антенну сделали встроенной, внутри правого заднего крыла).
В обе комплектации входили электростеклоподъёмники, центральный замок, две подушки безопасности, система безключевого доступа была доступна как опция. В числе доступных к установке заводских аудиосистем была и топовая Infinity, с 8ю динамиками и эквалайзером (до 5и полос). Головной модуль имел радио и кассетный или CD проигрыватель, на выбор. Система АБС была стандартной, а вот противобуксовочная доступна опционально.
По желанию покупателя на автомобиль мог быть установлен сдвижной люк с электроприводом. Установкой занималась фирма American Sunroof (в нынешнее время — American Specialty Cars). в процессе установки автомобиль лишался большей части потолочной консоли, с установленными на ней кнопкой управления дверью гаража и очечником. Однако, дисплей бортовой информационной системы (OTIS) и лампы освещения салона оставались.
По цене Vision в середине седанов LH, комплектация ESi находилась между базовыми Intrepid и Concorde, обычно на несколько сотен долларов дешевле последнего. С другой стороны, цена на TSi была выше базовой на Concorde. Остальные машины LH, New Yorker и LHS, стоили дороже.

### Характеристики
Автомобили Eagle Vision ESi Комплектовались двигателем V6 объёмом 3,3 л. Изначально мощность двигателя составляла 150 л. с. (110 кВт), однако в 1994 году мощность выросла до 162 л. с. (119 кВт). С 1996 года мощность упала до 158 л. с. (116 кВт), однако был увеличен крутящий момент. На модель TSi устанавливался SOHC V6 объёмом 3,5 л. мощностью 214 л. с. (157 кВт). На все автомобили устанавливалась автоматическая коробка передач 42LE. Модель TSi 1996-97 годов выпуска имели опцию autostick с механизмом «PRNDL» разработки Питера Гуриха.
| Объём двигателя, л. | Годы    | Мощность, л.с. | крутящий момент, Н·м |
| ------------------- | ------- | -------------- | -------------------- |
| 3,3                 | 1993    | 150            | 244                  |
| 3,3                 | 1994-95 | 162            | 263                  |
| 3,3                 | 1996-97 | 158            | 275                  |
| 3,5                 | 1993-97 | 214            | 300                  |

### Изменения разных лет
- 1994: Усилитель руля учитывает скорость автомобиля, руль более информативен. На машины обеих комплектаций устанавливаются одинаковые молдинги нижней части кузова, что сближает внешний вид ESi и TSi. На 8 л.с. возросла мощность двигателя 3,3 л., доработана коробка передач, переключения стали плавнее.
- 1995: Улучшена базовая комплектация: зеркала заднего вида теперь с подогревом, появились электростеклоподъёмники и AM/FM стерео с кассетным проигрывателем. Двигатель 3,5 л. теперь доступен как опция для ESi.
- 1996: Для коробки передач опционально доступен Autostick, но только для TSi.
- 1997: Последний год выпуска, только небольшие изменения.

## Конец выпуска
С 1993 по 1997 годы было продано около 105 000 Eagle Vision, и Крайслер думал продолжить выпуск и после редизайна платформы в 1998 году. Были выпущены несколько прототипов, завод имел план выпускать автомобили и в сентябре 1997, с целью удовлетворить спрос автодилеров. Однако, компания приняла решение о расформировании Eagle и, соответственно, прекращении выпуска как Vision, так и Talon, второго и последнего автомобиля, выпускаемого под этой маркой. Планируемый новый Vision стал автомобилем Chrysler 300M, и был выпущен уже после остальных седанов LH, в 1999 году. Последний Eagle Vision сошёл с конвейера завода 5 сентября 1997 года.